# Escargot de mer

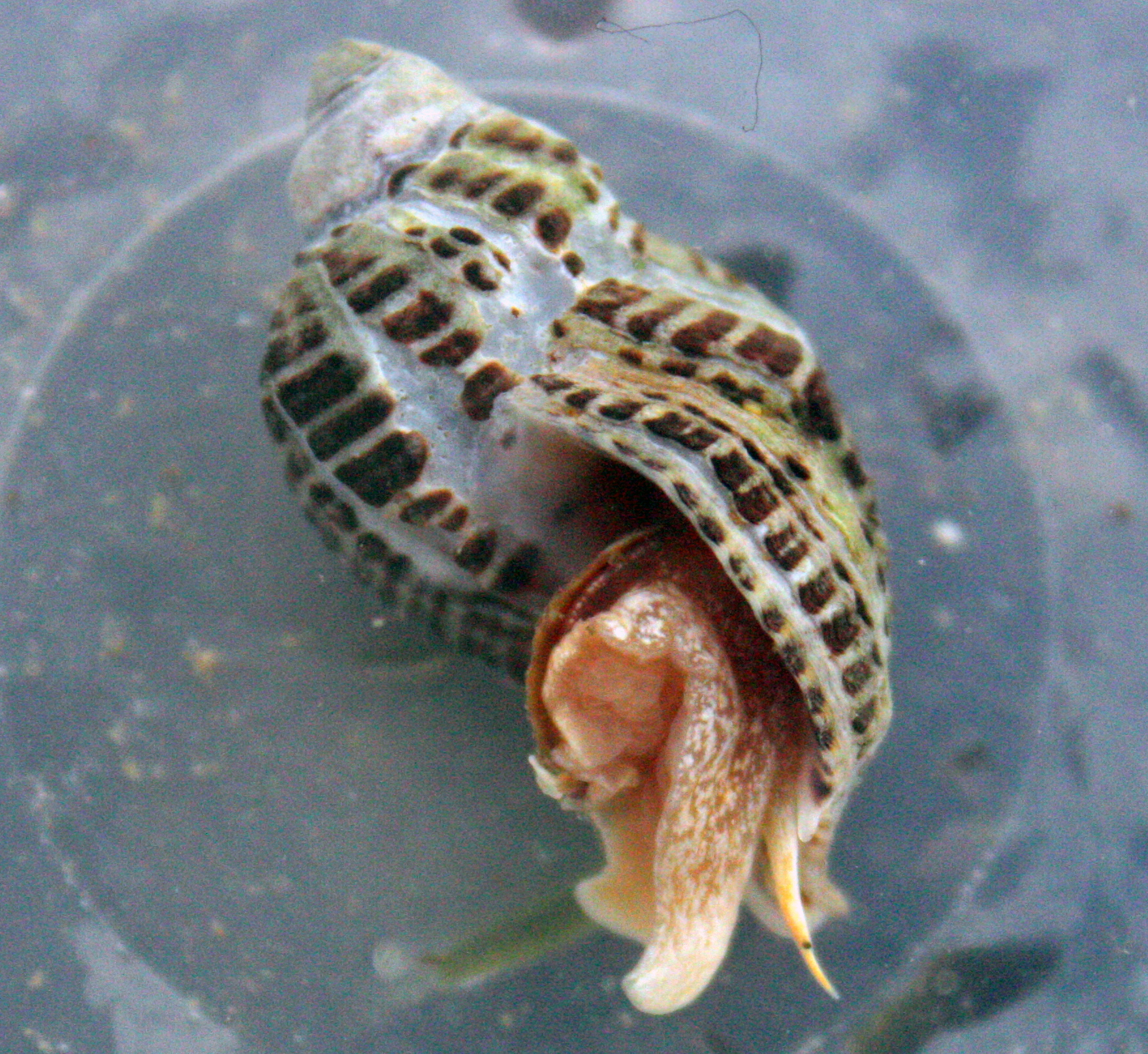
Exemple d'« escargot de mer » : Acanthinucella spirata, un muricidé.

Le terme escargot de mer est un nom vernaculaire qui désigne dans le langage courant de nombreux gastéropodes marins à coquille dont la forme évoque celle des escargots terrestres. Parmi ceux-ci on peut citer les bigorneaux, les bulots, les murex, les strombes et les cassidae.